# 7896 Švejk
(7896) Švejk, denumire internațională (7896) Svejk, este un asteroid din centura principală de asteroizi.

## Descriere
7896 Švejk este un asteroid din centura principală de asteroizi. A fost descoperit pe 1 martie 1995 la Observatorul Kleť de Zdeněk Moravec. Asteroidul prezintă o orbită caracterizată de o semiaxă mare de 3,14 ua, o excentricitate de 0,14 și o înclinație de 1,9° în raport cu ecliptica.